# Joseph-Daniel Guigniaut
Joseph-Daniel Guigniaut, né à Paray-le-Monial (Saône-et-Loire) le 15 mai 1794 et mort à Paris le 13 mars 1876, est un helléniste français, connu surtout pour avoir contribué à diffuser en France les grands travaux menés en Allemagne au XIXe siècle sur la mythologie antique.

## Biographie
Normalien, il est nommé agrégé en 1815 au lycée Charlemagne, puis enseigne l'histoire à l'École Préparatoire, dont il devient directeur des études en 1828. Il ajoute à cette fonction celle de directeur en 1830 après les trois glorieuses, lorsque celle-ci reprend le nom d'École normale qu'elle avait à sa création en 1809, fonction qu'il occupe jusqu'en 1835.
En 1828, il est aussi suppléant de Jean-François Boissonade à la Faculté des Lettres de Paris, où il devient professeur de géographie de 1835 à 1865. En 1837, il est élu membre de l'Académie des inscriptions et belles-lettres, où il succède à Joseph Van Praet et siège dans de nombreuses commissions dont il rédige les rapports. Il est membre, puis secrétaire général, du Conseil royal de l'Instruction publique entre 1846 et 1850. C'est alors, en 1849, qu'il se présente, avec succès, au concours de l'agrégation de Lettres. Devenu chargé de cours au Collège de France en remplacement de Jules Michelet en 1854, il y occupe la chaire d'histoire et morale de 1857 à 1862.
Le 25 juillet 1835, il soutient ses deux thèses de doctorat ès lettres à la Faculté de Paris. La première, en français, traite de la Théogonie d'Hésiode. La deuxième, en latin, s'intéresse à la mythologie de Mercure. De 1838 à 1873, il participe à de nombreuses soutenances de thèses de doctorat, en qualité de membre du jury. 
L'œuvre majeure de Guigniaut fut la traduction et la refonte des travaux de Georg Friedrich Creuzer sur la mythologie antique, parue en 10 volumes entre 1825 et 1851 sous le titre Religions de l'antiquité considérées principalement dans leurs formes symboliques et mythologiques. Parmi ses autres publications, on compte une nouvelle édition revue et complétée de la Galerie mythologique d'Aubin-Louis Millin de Grandmaison ainsi que de nombreuses collaborations, entre autres au Recueil des historiens des Gaules et de la France, paru en 24 volumes entre 1738 et 1904, à une anthologie de Poètes moralistes de la Grèce, parue en 1892, à l'Encyclopédie des gens du monde d'Artaud de Montor et à la Biographie universelle de Michaud.
Joseph-Daniel Guigniaut joua par ailleurs un rôle prépondérant dans la fondation de l'École française d'Athènes en 1846. Il fut également officier de la Légion d'honneur en 1847, président de la Société de géographie en 1856, et membre de l'Institut archéologique de Rome. Il a également collaboré avec Le Globe et il est un des fondateurs du journal Le Lycée en 1828.

## Source
- Gustave Vapereau, Dictionnaire universel des contemporains, vol. I, 1858, p. 808